# United States Navy
United States Navy – marynarka wojenna Stanów Zjednoczonych; jeden z rodzajów amerykańskich sił zbrojnych odpowiedzialny za organizację, szkolenie oraz wyposażenie morskich sił zbrojnych – w tym Korpusu Piechoty Morskiej – do prowadzenia działań bojowych na morzu. W szczególności, zadaniem marynarki i piechoty morskiej Stanów Zjednoczonych jest poszukiwanie i niszczenie nieprzyjacielskich sił morskich oraz powstrzymywanie jego handlu morskiego; w celu zdobycia i utrzymania ogólnej przewagi morskiej; kontroli obszarów morskich o żywotnym znaczeniu, ochrony żywotnych linii żeglugowych; ustanowienia i utrzymania lokalnej przewagi (w tym powietrznej) w obszarze działań morskich; zajmowanie i obrona baz morskich; oraz przeprowadzanie operacji lądowych i powietrznych niezbędnych do prowadzenia kampanii morskich.

## Zadania
Marynarka wojenna Stanów Zjednoczonych odpowiedzialna jest za organizację, szkolenie oraz wyposażenie morskich sił zbrojnych – w tym Korpusu Piechoty Morskiej – do prowadzenia działań bojowych na morzu. W szczególności, zadaniem marynarki i piechoty morskiej Stanów Zjednoczonych jest poszukiwanie i niszczenie nieprzyjacielskich sił morskich oraz powstrzymywanie jego handlu morskiego; w celu zdobycia i utrzymania ogólnej przewagi morskiej; kontroli obszarów morskich o żywotnym znaczeniu, ochrony żywotnych linii żeglugowych; ustanowienia i utrzymania lokalnej przewagi (w tym powietrznej) w obszarze działań morskich; zajmowanie i obrona baz morskich; oraz przeprowadzanie operacji lądowych i powietrznych niezbędnych do prowadzenia kampanii morskich.
Zadania marynarki obejmują w szczególności:
- Anti-Air Warfare (AAW). AAW obejmuje zwalczanie zagrożeń ze strony broni powietrznych wystrzeliwanych z powietrza, powierzchni bądź też spod wody.
- Anti-Submarine Warfare (ASW) obejmuje skoordynowaną obronę za pomocą sił powietrznych (samolotów, helikopterów i pojazdów bezzałogowych), nawodnych i podwodnych przed atakiem przeprowadzanym spod wody. Z uwagi na niezwykle trudne środowisko działania, przeciwdziałanie temu rodzajowi zagrożeń stanowi jedno z najbardziej trudnych zadań.
- Anti-Surface Warfare (ASUW) przeciwdziałanie zagrożeniom płynącym ze strony wrogich sił nawodnych, za pomocą własnych sił nawodnych, powietrznych i podwodnych, a także służb specjalnych i wywiadowczych.
- Strike Warfare (STW) zadania uderzeniowe przeciwko celom lądowym, przeprowadzane za pomocą lotnictwa bazującego na pokładach lotniskowców, morskich wersji pocisków manewrujących, artylerii okrętowej oraz sił specjalnych
- Amphibious Warfare (AMW) operacje o charakterze desantowym z morza przeprowadzane za pomocą sił morskich i lądowych na wrogie lub potencjalnie wrogie terytorium lądowe. Operacje tego typu angażują wszelkich typów okręty, bronie oraz siły specjalne, a także siły lądowe. Siły morskie odpowiedzialne są w tym przypadku za bezpieczne lądowanie sił powietrznych lub powietrzno-lądowych w drugim rzucie.
- Command and Control Warfare (C2W). Integruje działania zmierzające do zapewnienia bezpieczeństwa operacyjnego, operacyjne działania pozoracyjne, działania psychologiczne, wojny elektronicznej oraz dezinformacyjne, a także ochronę sił własnych i sojuszniczych przed takimi działaniami ze strony przeciwnika.
- Special Operations. Maritime Special Operations Forces (SOF) morskie siły specjalne zapewniają pośrednie i bezpośrednie wsparcie dla działań zmierzających do opanowania przestrzeni morskiej oraz misji demonstracji siły. Zdolne do działań tajnych siły SOF zapewniają zaawansowany poziom operacji wojskowych, hydrograficznych, rekonesansu, poszukiwań bojowych oraz akcji ratowniczych i dywersyjnych na zapleczu przeciwnika.
- Mine Warfare (MW) operacje zarówno defensywne związane ze zwalczaniem zagrożeń minowych Mine Counter Measures (MCM) jak i ofensywne w tym samym zakresie.
- Naval Control of Shipping (NCS). Międzynarodowe operacje morskie wymagają niekiedy określonych form kontroli i koordynacji w danym regionie. Zapewnia to wsparcie dla dowództwa, oraz redukuje zakres niezbędnej obserwacji i rekonesansu, a także ułatwia zarządzanie międzynarodowymi siłami i zapobiega niepotrzebnym działaniom konfrontacyjnym z siłami przeciwnika.

## Dowództwo
W celu wypełniania powierzonych zadań, marynarka podlega podwójnej strukturze dowodzenia składającej się z (1) administracyjnej struktury dowodzenia biorącej początek od sekretarza marynarki (United States Secretary of the Navy - SECNAV) oraz szefa operacji morskich (Chief of Naval Operations - CNO), oraz (2) operacyjnej struktury dowodzenia zaczynającej się głównodowodzących poszczególnych struktur operacyjnych.
- Administracyjna struktura dowodzenia zapewnia instytucjonalną cywilną kontrolę nad flotą oraz równoważy interesy poszczególnych rodzajów sił zbrojnych, umożliwiające też wspieranie floty w operacjach bojowych bez ingerencji w kierowanie operacyjne[1].
- Operacyjna struktura dowodzenia  oddziela dowódców poszczególnych flot oraz zespołów zadaniowych (task forces) od administracji i spraw związanych z zaopatrzeniem, które mogłyby przeszkadzać w wykonywaniu głównych zadań[1].

Instytucjonalnie US Navy zarządzana jest przez Departament Marynarki Wojennej Stanów Zjednoczonych (U.S. Department of Navy), kierowany przez cywilnego urzędnika w randze ministra – sekretarza Marynarki Wojennej (Secretary of Navy), choć od 1947 pozostającego poza ścisłym kierownictwem rządu Stanów Zjednoczonych, tzw. gabinetem (cabinet). Bezpośrednim przełożonym sekretarza Marynarki Wojennej jest sekretarz obrony Stanów Zjednoczonych (Secretary of Defence) podległy prezydentowi państwa. Administracyjny łańcuch dowodzenia tym rodzajem sił zbrojnych w Stanach Zjednoczonych przedstawia schemat.
|                      |                      |                      |                      |                      |                      |  |  | Prezydent                                      |                        |                        |                        |                        |                        |  |  |                         |                         |                         |                         |                         |                         |  |  |  |  |
|                      |                      |                      |                      |                      |                      |  |  |                                                |                        |                        |                        |                        |                        |  |  |                         |                         |                         |                         |                         |                         |  |  |  |  |
|                      |                      |                      |                      |                      |                      |  |  | Sekretarz obrony                               | Sekretarz obrony       | Sekretarz obrony       | Sekretarz obrony       | Sekretarz obrony       | Sekretarz obrony       |  |  | Biuro sekretarza obrony | Biuro sekretarza obrony | Biuro sekretarza obrony | Biuro sekretarza obrony | Biuro sekretarza obrony | Biuro sekretarza obrony |  |  |  |  |
|                      |                      |                      |                      |                      |                      |  |  | Sekretarz obrony                               | Sekretarz obrony       | Sekretarz obrony       | Sekretarz obrony       | Sekretarz obrony       | Sekretarz obrony       |  |  | Biuro sekretarza obrony | Biuro sekretarza obrony | Biuro sekretarza obrony | Biuro sekretarza obrony | Biuro sekretarza obrony | Biuro sekretarza obrony |  |  |  |  |
|                      |                      |                      |                      |                      |                      |  |  |                                                |                        |                        |                        |                        |                        |  |  |                         |                         |                         |                         |                         |                         |  |  |  |  |
|                      |                      |                      |                      |                      |                      |  |  | Sekretarz marynarki                            | Sekretarz marynarki    | Sekretarz marynarki    | Sekretarz marynarki    | Sekretarz marynarki    | Sekretarz marynarki    |  |  | Sekretariat marynarki   | Sekretariat marynarki   | Sekretariat marynarki   | Sekretariat marynarki   | Sekretariat marynarki   | Sekretariat marynarki   |  |  |  |  |
|                      |                      |                      |                      |                      |                      |  |  | Sekretarz marynarki                            | Sekretarz marynarki    | Sekretarz marynarki    | Sekretarz marynarki    | Sekretarz marynarki    | Sekretarz marynarki    |  |  | Sekretariat marynarki   | Sekretariat marynarki   | Sekretariat marynarki   | Sekretariat marynarki   | Sekretariat marynarki   | Sekretariat marynarki   |  |  |  |  |
|                      |                      |                      |                      |                      |                      |  |  |                                                |                        |                        |                        |                        |                        |  |  |                         |                         |                         |                         |                         |                         |  |  |  |  |
|                      |                      |                      |                      |                      |                      |  |  | Szef Operacji Morskich                         | Szef Operacji Morskich | Szef Operacji Morskich | Szef Operacji Morskich | Szef Operacji Morskich | Szef Operacji Morskich |  |  | Biuro szefa operacji    | Biuro szefa operacji    | Biuro szefa operacji    | Biuro szefa operacji    | Biuro szefa operacji    | Biuro szefa operacji    |  |  |  |  |
|                      |                      |                      |                      |                      |                      |  |  | Szef Operacji Morskich                         | Szef Operacji Morskich | Szef Operacji Morskich | Szef Operacji Morskich | Szef Operacji Morskich | Szef Operacji Morskich |  |  | Biuro szefa operacji    | Biuro szefa operacji    | Biuro szefa operacji    | Biuro szefa operacji    | Biuro szefa operacji    | Biuro szefa operacji    |  |  |  |  |
|                      |                      |                      |                      |                      |                      |  |  |                                                |                        |                        |                        |                        |                        |  |  |                         |                         |                         |                         |                         |                         |  |  |  |  |
|                      |                      |                      |                      |                      |                      |  |  | Dowódca Floty Atlantyku / Pacyfiku             |                        |                        |                        |                        |                        |  |  |                         |                         |                         |                         |                         |                         |  |  |  |  |
|                      |                      |                      |                      |                      |                      |  |  |                                                |                        |                        |                        |                        |                        |  |  |                         |                         |                         |                         |                         |                         |  |  |  |  |
|                      |                      |                      |                      |                      |                      |  |  | Dowódcy rodzajów broni                         |                        |                        |                        |                        |                        |  |  |                         |                         |                         |                         |                         |                         |  |  |  |  |
|                      |                      |                      |                      |                      |                      |  |  |                                                |                        |                        |                        |                        |                        |  |  |                         |                         |                         |                         |                         |                         |  |  |  |  |
|                      |                      |                      |                      |                      |                      |  |  | Dowódcy eskadr okrętów / skrzydeł powietrznych |                        |                        |                        |                        |                        |  |  |                         |                         |                         |                         |                         |                         |  |  |  |  |
|                      |                      |                      |                      |                      |                      |  |  |                                                |                        |                        |                        |                        |                        |  |  |                         |                         |                         |                         |                         |                         |  |  |  |  |
|                      |                      |                      |                      |                      |                      |  |  |                                                |                        |                        |                        |                        |                        |  |  |                         |                         |                         |                         |                         |                         |  |  |  |  |
| oficerowie dowodzący | oficerowie dowodzący | oficerowie dowodzący | oficerowie dowodzący | oficerowie dowodzący | oficerowie dowodzący |  |  | dowódcy okrętów                                | dowódcy okrętów        | dowódcy okrętów        | dowódcy okrętów        | dowódcy okrętów        | dowódcy okrętów        |  |  | dowódcy okrętów         | dowódcy okrętów         | dowódcy okrętów         | dowódcy okrętów         | dowódcy okrętów         | dowódcy okrętów         |  |  |  |  |

Najwyższym dowódcą wojskowym United States Navy jest szef operacji morskich (Chief of Naval Operations), któremu podlegają dowództwa niższego rzędu, w tym powołane przez niego dowództwo floty. Strukturę dowództwa floty przedstawia schemat:
|                                    |                                    |                                    |                                    |                                    |                                    |  |  |                       |                       |                       |                       |                       |                       |  |  | Dowództwo Sił Morskich  |                         |                         |                         |                           |                         |  |  |                |                |                |                |                |                |  |  |                                   |                                   |                                   |                                   |                                   |                                   |  |  |  |  |  |  |  |  |  |  |  |  |  |  |  |  |
|                                    |                                    |                                    |                                    |                                    |                                    |  |  |                       |                       |                       |                       |                       |                       |  |  |                         |                         |                         |                         |                           |                         |  |  |                |                |                |                |                |                |  |  |                                   |                                   |                                   |                                   |                                   |                                   |  |  |  |  |  |  |  |  |  |  |  |  |  |  |  |  |
|                                    |                                    |                                    |                                    |                                    |                                    |  |  |                       |                       |                       |                       |                       |                       |  |  | Zastępca i Szef Sztabu  | Zastępca i Szef Sztabu  | Zastępca i Szef Sztabu  | Zastępca i Szef Sztabu  | Zastępca i Szef Sztabu    | Zastępca i Szef Sztabu  |  |  | Sztab          | Sztab          | Sztab          | Sztab          | Sztab          | Sztab          |  |  |                                   |                                   |                                   |                                   |                                   |                                   |  |  |  |  |  |  |  |  |  |  |  |  |  |  |  |  |
|                                    |                                    |                                    |                                    |                                    |                                    |  |  |                       |                       |                       |                       |                       |                       |  |  | Zastępca i Szef Sztabu  | Zastępca i Szef Sztabu  | Zastępca i Szef Sztabu  | Zastępca i Szef Sztabu  | Zastępca i Szef Sztabu    | Zastępca i Szef Sztabu  |  |  | Sztab          | Sztab          | Sztab          | Sztab          | Sztab          | Sztab          |  |  |                                   |                                   |                                   |                                   |                                   |                                   |  |  |  |  |  |  |  |  |  |  |  |  |  |  |  |  |
|                                    |                                    |                                    |                                    |                                    |                                    |  |  |                       |                       |                       |                       |                       |                       |  |  |                         |                         |                         |                         |                           |                         |  |  |                |                |                |                |                |                |  |  |                                   |                                   |                                   |                                   |                                   |                                   |  |  |  |  |  |  |  |  |  |  |  |  |  |  |  |  |
|                                    |                                    |                                    |                                    |                                    |                                    |  |  |                       |                       |                       |                       |                       |                       |  |  |                         |                         |                         |                         |                           |                         |  |  |                |                |                |                |                |                |  |  |                                   |                                   |                                   |                                   |                                   |                                   |  |  |  |  |  |  |  |  |  |  |  |  |  |  |  |  |
| Dowódca Sił Powietrznych Marynarki | Dowódca Sił Powietrznych Marynarki | Dowódca Sił Powietrznych Marynarki | Dowódca Sił Powietrznych Marynarki | Dowódca Sił Powietrznych Marynarki | Dowódca Sił Powietrznych Marynarki |  |  | Dowódca Sił Nawodnych | Dowódca Sił Nawodnych | Dowódca Sił Nawodnych | Dowódca Sił Nawodnych | Dowódca Sił Nawodnych | Dowódca Sił Nawodnych |  |  | Dowódca Floty Podwodnej | Dowódca Floty Podwodnej | Dowódca Floty Podwodnej | Dowódca Floty Podwodnej | Dowódca Floty Podwodnej   | Dowódca Floty Podwodnej |  |  | Szef Szkolenia | Szef Szkolenia | Szef Szkolenia | Szef Szkolenia | Szef Szkolenia | Szef Szkolenia |  |  | Dowódca Batalionów Inżynieryjnych | Dowódca Batalionów Inżynieryjnych | Dowódca Batalionów Inżynieryjnych | Dowódca Batalionów Inżynieryjnych | Dowódca Batalionów Inżynieryjnych | Dowódca Batalionów Inżynieryjnych |  |  |  |  |  |  |  |  |  |  |  |  |  |  |  |  |
| Dowódca Sił Powietrznych Marynarki | Dowódca Sił Powietrznych Marynarki | Dowódca Sił Powietrznych Marynarki | Dowódca Sił Powietrznych Marynarki | Dowódca Sił Powietrznych Marynarki | Dowódca Sił Powietrznych Marynarki |  |  | Dowódca Sił Nawodnych | Dowódca Sił Nawodnych | Dowódca Sił Nawodnych | Dowódca Sił Nawodnych | Dowódca Sił Nawodnych | Dowódca Sił Nawodnych |  |  | Dowódca Floty Podwodnej | Dowódca Floty Podwodnej | Dowódca Floty Podwodnej | Dowódca Floty Podwodnej | Dowódca Floty Podwodnej   | Dowódca Floty Podwodnej |  |  | Szef Szkolenia | Szef Szkolenia | Szef Szkolenia | Szef Szkolenia | Szef Szkolenia | Szef Szkolenia |  |  | Dowódca Batalionów Inżynieryjnych | Dowódca Batalionów Inżynieryjnych | Dowódca Batalionów Inżynieryjnych | Dowódca Batalionów Inżynieryjnych | Dowódca Batalionów Inżynieryjnych | Dowódca Batalionów Inżynieryjnych |  |  |  |  |  |  |  |  |  |  |  |  |  |  |  |  |
|                                    |                                    |                                    |                                    |                                    |                                    |  |  |                       |                       |                       |                       |                       |                       |  |  |                         |                         |                         |                         | Dowódca Piechoty Morskiej |                         |  |  |                |                |                |                |                |                |  |  |                                   |                                   |                                   |                                   |                                   |                                   |  |  |  |  |  |  |  |  |  |  |  |  |  |  |  |  |

Istotną rolę odgrywa dowództwo operacyjne z jego operacyjnym łańcuchem dowodzenia, przedstawionym poniżej:
|                       |                       |                       |                       |                       |                       |  |  | Prezydent                                          |                             |                             |                             |                             |                             |  |  |                                      |                                      |                                      |                                      |                                      |                                      |  |  |  |  |  |  |  |  |  |  |  |  |  |  |  |  |  |  |
|                       |                       |                       |                       |                       |                       |  |  |                                                    |                             |                             |                             |                             |                             |  |  |                                      |                                      |                                      |                                      |                                      |                                      |  |  |  |  |  |  |  |  |  |  |  |  |  |  |  |  |  |  |
|                       |                       |                       |                       |                       |                       |  |  | Sekretarz obrony                                   |                             |                             |                             |                             |                             |  |  |                                      |                                      |                                      |                                      |                                      |                                      |  |  |  |  |  |  |  |  |  |  |  |  |  |  |  |  |  |  |
|                       |                       |                       |                       |                       |                       |  |  |                                                    |                             |                             |                             |                             |                             |  |  |                                      |                                      |                                      |                                      |                                      |                                      |  |  |  |  |  |  |  |  |  |  |  |  |  |  |  |  |  |  |
|                       |                       |                       |                       |                       |                       |  |  | Przewodniczący Połączonego Kolegium Szefów Sztabów |                             |                             |                             |                             |                             |  |  |                                      |                                      |                                      |                                      |                                      |                                      |  |  |  |  |  |  |  |  |  |  |  |  |  |  |  |  |  |  |
|                       |                       |                       |                       |                       |                       |  |  |                                                    |                             |                             |                             |                             |                             |  |  |                                      |                                      |                                      |                                      |                                      |                                      |  |  |  |  |  |  |  |  |  |  |  |  |  |  |  |  |  |  |
|                       |                       |                       |                       |                       |                       |  |  | Głównodowodzący Połączonego Dowództwa              |                             |                             |                             |                             |                             |  |  |                                      |                                      |                                      |                                      |                                      |                                      |  |  |  |  |  |  |  |  |  |  |  |  |  |  |  |  |  |  |
|                       |                       |                       |                       |                       |                       |  |  |                                                    |                             |                             |                             |                             |                             |  |  |                                      |                                      |                                      |                                      |                                      |                                      |  |  |  |  |  |  |  |  |  |  |  |  |  |  |  |  |  |  |
|                       |                       |                       |                       |                       |                       |  |  | Dowódca komponentu morskiego                       |                             |                             |                             |                             |                             |  |  |                                      |                                      |                                      |                                      |                                      |                                      |  |  |  |  |  |  |  |  |  |  |  |  |  |  |  |  |  |  |
|                       |                       |                       |                       |                       |                       |  |  |                                                    |                             |                             |                             |                             |                             |  |  |                                      |                                      |                                      |                                      |                                      |                                      |  |  |  |  |  |  |  |  |  |  |  |  |  |  |  |  |  |  |
|                       |                       |                       |                       |                       |                       |  |  |                                                    |                             |                             |                             |                             |                             |  |  |                                      |                                      |                                      |                                      |                                      |                                      |  |  |  |  |  |  |  |  |  |  |  |  |  |  |  |  |  |  |
|                       |                       |                       |                       |                       |                       |  |  | Dowódca Floty                                      |                             |                             |                             |                             |                             |  |  |                                      |                                      |                                      |                                      |                                      |                                      |  |  |  |  |  |  |  |  |  |  |  |  |  |  |  |  |  |  |
|                       |                       |                       |                       |                       |                       |  |  |                                                    |                             |                             |                             |                             |                             |  |  |                                      |                                      |                                      |                                      |                                      |                                      |  |  |  |  |  |  |  |  |  |  |  |  |  |  |  |  |  |  |
| Dowódca ZOP na lądzie | Dowódca ZOP na lądzie | Dowódca ZOP na lądzie | Dowódca ZOP na lądzie | Dowódca ZOP na lądzie | Dowódca ZOP na lądzie |  |  | Dowódca zespołu zadaniowego                        | Dowódca zespołu zadaniowego | Dowódca zespołu zadaniowego | Dowódca zespołu zadaniowego | Dowódca zespołu zadaniowego | Dowódca zespołu zadaniowego |  |  | Dowódca okrętów podwodnych na lądzie | Dowódca okrętów podwodnych na lądzie | Dowódca okrętów podwodnych na lądzie | Dowódca okrętów podwodnych na lądzie | Dowódca okrętów podwodnych na lądzie | Dowódca okrętów podwodnych na lądzie |  |  |  |  |  |  |  |  |  |  |  |  |  |  |  |  |  |  |
| Dowódca ZOP na lądzie | Dowódca ZOP na lądzie | Dowódca ZOP na lądzie | Dowódca ZOP na lądzie | Dowódca ZOP na lądzie | Dowódca ZOP na lądzie |  |  | Dowódca zespołu zadaniowego                        | Dowódca zespołu zadaniowego | Dowódca zespołu zadaniowego | Dowódca zespołu zadaniowego | Dowódca zespołu zadaniowego | Dowódca zespołu zadaniowego |  |  | Dowódca okrętów podwodnych na lądzie | Dowódca okrętów podwodnych na lądzie | Dowódca okrętów podwodnych na lądzie | Dowódca okrętów podwodnych na lądzie | Dowódca okrętów podwodnych na lądzie | Dowódca okrętów podwodnych na lądzie |  |  |  |  |  |  |  |  |  |  |  |  |  |  |  |  |  |  |
|                       |                       |                       |                       |                       |                       |  |  | Dowódca grupy zadaniowej                           |                             |                             |                             |                             |                             |  |  |                                      |                                      |                                      |                                      |                                      |                                      |  |  |  |  |  |  |  |  |  |  |  |  |  |  |  |  |  |  |
|                       |                       |                       |                       |                       |                       |  |  |                                                    |                             |                             |                             |                             |                             |  |  |                                      |                                      |                                      |                                      |                                      |                                      |  |  |  |  |  |  |  |  |  |  |  |  |  |  |  |  |  |  |
| oficerowie dowodzący  | oficerowie dowodzący  | oficerowie dowodzący  | oficerowie dowodzący  | oficerowie dowodzący  | oficerowie dowodzący  |  |  | dowódcy okrętów                                    | dowódcy okrętów             | dowódcy okrętów             | dowódcy okrętów             | dowódcy okrętów             | dowódcy okrętów             |  |  | dowódcy okrętów                      | dowódcy okrętów                      | dowódcy okrętów                      | dowódcy okrętów                      | dowódcy okrętów                      | dowódcy okrętów                      |  |  |  |  |  |  |  |  |  |  |  |  |  |  |  |  |  |  |

Pozostałe dowództwa
- Dowództwa techniczne:
  - Dowództwo Systemów Morskich (Naval Sea Systems Command – NAVSEA)
  - Dowództwo Systemów Powietrznych (Naval Air Systems Command – NAVAIR)
  - Dowództwo Systemów Wojny Kosmicznej i Morskiej (Space and Naval Warfare Systems Command – SPAWAR)
  - Dowództwo Inżynieryjne Zaplecza Marynarki (Naval Facilities Engineering Command – NAVFAC)
  - Dowództwo Systemów Zaopatrzenia Marynarki (Naval Supply Systems Command – NAVSUP)
- Inne dowództwa:
  - Dowództwo Logistyki (The Military Sealift Command) – MSC, Waszyngton, DC, USA
  - Dowództwo Edukacji i Wyszkolenia (Naval Education and Training) – CNET, Pensacola, Floryda, USA
  - Dowództwo Budownictwa Morskiego (Naval Construction Force – NCF), Norfolk, Wirginia, USA
  - Dowództwo Rezerwy Marynarki Wojennej (Naval Reserve Force), Norfolk, Wirginia, USA

## Organizacja operacyjna
Związki operacyjne marynarki wojennej i piechoty morskiej – podobnie jak związki armii i sił powietrznych – podlegają jednolitym dowództwom (Unified Commands). Większość sił floty przydzielona jest dowódcom komponentów morskich US Navy. Poniżej przedstawiono podstawową strukturę dowodzenia.
| Dowództwo            | Komponent morski             | Flota operacyjna                       |
| Fleet Forces Command | Atlantic Fleet               | II Flota (Norfolk, Wirginia, USA)      |
| Central Command      | Naval Forces Central Command | V Flota (Manama, Bahrajn)              |
| European Command     | Naval Forces Europe          | VI Flota (Neapol, Włochy)              |
| Pacific Command      | Pacific Fleet                | III Flota (San Diego, Kalifornia, USA) |
|                      |                              | VII Flota (Yokosuka, Japonia)          |
| Northern Command     | Atlantic Fleet               | --                                     |

Morski komponent Northern Command pełni rolę doradczą oraz szkolną i zasadniczo nie dysponuje własnymi okrętami i lotnictwem, jak dowódcy pozostałych komponentów. Jego dowódcą jest dowódca  U.S. Atlantic Fleet.

## Personel marynarki
W marynarce wojennej Stanów Zjednoczonych, służbę wojskową pełnią 317 464 osoby, w tym:
- 52 450 oficerów;
- 260 581 marynarzy niższych stopni;
- 4433 kadetów marynarki wojennej.

Dodatkowo, w rezerwie pozostaje 109 596 osób. Departament Marynarki Stanów Zjednoczonych zatrudnia także ponad 185 tysięcy pracowników cywilnych.

## Stopnie
Hierarchia stopni oficerskich US Navy
| Oznaczenie                | Nazwa stopnia             | Odpowiednik w US Army, US Air Force i Marines |
| ------------------------- | ------------------------- | --------------------------------------------- |
| Ensign                    | Ensign                    | Podporucznik                                  |
| Lieutenant, Junior Grade  | Lieutenant Junior Grade   | Porucznik                                     |
| Lieutenant                | Lieutenant                | Kapitan                                       |
| Lieutenant Commander      | Lieutenant Commander      | Major                                         |
| Commander                 | Commander                 | Podpułkownik                                  |
| Captain                   | Captain                   | Pułkownik                                     |
| Rear admiral – lower half | Rear Admiral (lower half) | Generał brygady                               |
| Rear admiral – upper half | Rear Admiral (upper half) | Generał dywizji                               |
| Vice Admiral              | Vice Admiral              | Generał broni                                 |
| Admiral                   | Admiral                   | Generał                                       |
| Fleet Admiral             | Fleet Admiral             | Marszałek                                     |

## Okręty
Dla wykonywania swoich zadań, Marynarka Wojenna Stanów Zjednoczonych dysponuje 72 okrętami podwodnymi o napędzie jądrowym, 11  lotniskowcami uderzeniowymi (wszystkie o napędzie jądrowym), 9 uniwersalnymi okrętami desantowymi, 22 krążownikami rakietowymi, 60 niszczycielami, 27 fregatami, 19 okrętami desantowymi i ponad 100 mniejszymi jednostkami. W 2011 posiadała łącznie 286 okrętów bojowych. W 2021 roku posiadała 296 okrętów.
US Navy dysponuje również około 4000 samolotów i śmigłowców, działającymi z lotniskowców i w ramach skrzydeł lądowych. Służy w niej 353,5 tys. ludzi w służbie czynnej (czerwiec 2006). Czasami współpracuje z Korpusem Piechoty Morskiej Stanów Zjednoczonych i Strażą Wybrzeża.

### Definicje statusu jednostek
- In Commission - jednostki w czynnej służbie United States Navy noszą miano 'In Commission', rozumiane jako stan wszystkich aktywnych (operacyjnych) okrętów US Navy z wyjątkiem jednostek określanych jako Service Crafts. Jednostka posiada swojego dowódcę "Commanding Officer" oraz proporzec – znak dowódcy okrętu 'commissioning pennant'. Termin 'Commissioning date', oznacza w marynarce amerykańskiej datę rzeczywistego oficjalnego wejścia do służby, nie zaś jak w niektórych innych flotach, datę akceptacji okrętu do służby przez flotę[5];
- In Service - wszystkie jednostki Service Craft (także suche doki z numerem klasyfikacji zaczynającym się na "Y") z wyjątkiem USS Constitution, które pozostają aktywne. Jednostka posiada 'officer-in-charge' (oficera nadzorującego) oraz nie posiada 'commissioning pennant' (znaku dowódcy);
- In Reserve, out of Commission bądź In Reserve, out of Service - jednostki przeniesione w stan zachowania dla przyszłej służby. W zależności od rozmiarów okrętu bądź statku, przywrócenie jednostki znajdującej się w rezerwie do stanu pełnej operacyjności zajmuje zwykle od 30 dni do blisko roku[5].

Wskazane terminy nie mają zastosowania do jednostek podległych dowództwu transportu morskiego.

### Nazewnictwo jednostek
Tradycyjnie, nazwy amerykańskich okrętów są ustalane i ogłaszane przez Sekretarza Marynarki, pod ogólnym kierunkiem Prezydenta, w zgodzie z zasadami określonymi przez Kongres. Zasady przydzielania konkretnych typów nazw do poszczególnych klas okrętów ewoluowały i zmieniały się z czasem. Zawsze też dochodziło do odstępstw od aktualnie obowiązujących reguł, zwłaszcza w przypadkach zamiaru nazwania okrętów imionami osób, gdy obowiązujące w tym czasie zasady wymagały nazwania w inny sposób. Stawało się to czasem powodem zarzutów o łamanie zasad oraz o ich „korupcji”.
Aktualnie w nazewnictwie obowiązują następujące reguły:
1. Pierwszy strategiczny okręt rakietowy typu Columbia został nazwany dla uczczenia Dystryktu Kolumbia, jednak marynarka nie ustaliła dotąd zasad nazewnictwa dla kolejnych jednostek tego typu.
2. Wielozadaniowe jednostki podwodne typu Virginia są nazywane nazwami poszczególnych stanów.
3. Współczesne lotniskowce są generalnie nazywane imionami i nazwiskami byłych prezydentów Stanów Zjednoczonych. Wśród ostatnich czternastu jednostek tej klasy, dziesięć otrzymało nazwy pochodzące od prezydentów, dwa zaś dla uczczenia członków Kongresu.
4. Niszczyciele są nazywane imionami i nazwiskami zmarłych członków marynarki wojennej Stanów Zjednoczonych, Korpusu Marines i straży wybrzeża, w tym także sekretarzy marynarki.
5. Okręty LCS otrzymują nazwy regionalnie ważnych amerykańskich miast i społeczności.
6. Amphibious Assault Ships nazywane są miejscami ważnych bitew w których ważną rolę spełniły siły korpusu piechoty morskiej oraz nazwami słynnych wcześniejszych okrętów US Navy.
7. Jednostki typu San Antonio nazywane są nazwami najważniejszych amerykańskich miast oraz społeczności zaatakowanych zamachami z 11 września 2001 roku.
8. Tankowce floty typu John Lewis nazywane są imionami i nazwiskami osób walczących o prawa obywatelskie i prawa człowieka.
9. Zaopatrzeniowce i statki amunicyjne nazywane są nazwiskami słynnych amerykańskich odkrywców, pomysłodawców i pionierów.
10. Lekkie transportowce sił ekspedycyjnych nazywane są nazwami małych amerykańskich miast.
11. Ekspedycyjne doki i mobilne bazy nazywane są słynnymi nazwami miejsc oraz nazwiskami związanymi z amerykańską piechotą morską.

Od 1974 roku, co najmniej 20 jednostek pływających zostało nazwanych imionami i nazwiskami osób żyjących w chwili nadania i ogłoszenia nazwy. Ostatni taki przypadek miał miejsce, gdy 11 lipca 2018 roku ogłoszono, że nazwa niszczyciela USS „John S. McCain” (DDG-56) noszącego to imię na cześć admirałów Johna S. McCain Seniora oraz Johna S. McCain Juniora, będzie także honorowała ich – odpowiednio – wnuka i syna, senatora Johna McCaina, który zmarł nieco miesiąc później. Zgodnie z obowiązującymi zasadami, wszyscy zainteresowani nazwaniem okrętu marynarki na cześć ich stanów, miejscowości lub dawniejszego okrętu (zwłaszcza takiego na których służyli członkowie ich rodzin), a także bitwy w której oni sami bądź ich krewni wzięli udział, a także imieniem osoby którą szanują, mogą złożyć odpowiednią petycję. Także sam Kongres wielokrotnie wpływał bezpośrednio na nazwy poszczególnych jednostek.

### Typ okrętów
| Okręty podwodne (70) | Okręty podwodne (70)             | Okręty podwodne (70)                                                    | Okręty podwodne (70) | Okręty podwodne (70) | Okręty podwodne (70) | Okręty podwodne (70) |
| --- | -------------------------------- | ----------------------------------------------------------------------- | -------------------- | -------------------- | -------------------- | -------------------- |
| Za działania podwodne floty za pomocą okrętów podwodnych odpowiedzialna jest United States Submarine Force. US Submarine Force operacyjnie podległa jest szefowi operacji morskich (CNO), bezpośrednie i bieżące dowodzenie sprawują dowódca sił podwodnych (Commander, Submarine Force) oraz dowództwo floty Pacyfiku ComSubPac (Commander, Submarine Force, U.S. Pacific Fleet). Liczba okrętów podwodnych amerykańskiej floty nie jest stała, co związane jest z częstym wycofywaniem starszych jednostek ze służby oraz zastępowaniem ich w stosunku innym niż 1:1 nowymi okrętami, w rzeczywistości uzależniona jest od wielu czynników. Aktualnie (kwiecień 2010) w służbie pozostają 72 okręty czterech typów: Los Angeles, Ohio, Seawolf i Virginia zorganizowane w 6 eskadrach i 5 grupach bojowych stacjonujących w siedmiu bazach: Kitsap (Bangor), San Diego, Pearl Harbor, Guam, New London (Groton), Norfolk i Kings Bay |                                  |                                                                         |                      |                      |                      |                      |
| Zdjęcie | Typ                              | Rodzaj                                                                  | Okręty               | Wejście do służby    | Wyporność (t)        | Długość (m)          |
| | Los Angeles                      | SSN; nuklearne, wielozadaniowe                                          | 36                   | 1981–1996            | 6927                 | 110                  |
| | SeawolfUSS Jimmy Carter (SSN-23) | SSN; nuklearne, myśliwskie                                              | 3                    | 1997–2005            | 929612 353           | 107,6138             |
| | Virginia                         | SSN; nuklearne, wielozadaniowe                                          | 19                   | 2004–                | 7800                 | 111,94               |
| | Ohio                             | SSBN; jądrowy z pociskami balistycznymi SSGN; z pociskami manewrującymi | 14 4                 | 1981–1997            | 18 700               | 170                  |
| Lotniskowce (11) |                                  |                                                                         |                      |                      |                      |                      |
| | Nimitz                           | CVN; Lotniskowce o napędzie atomowym                                    | 10                   | 1975–2009            | 101 000– 106 000     | 333                  |
| | Ford                             | CVN; Lotniskowce o napędzie atomowym                                    | 1                    | 2017                 | 100 000              | 337                  |
| Uniwersalne okręty desantowe (9) |                                  |                                                                         |                      |                      |                      |                      |
| Przenoszą śmigłowce i samoloty pionowego startu AV-8 Harrier, a w przyszłości wyposażone będą w F-35B. Mają też wbudowany dok w którym mogą przewozić łodzie i poduszkowce desantowe. Okręt przewozi batalion piechoty morskiej. |                                  |                                                                         |                      |                      |                      |                      |
| | Wasp                             | LHD; okręty desantowe-doki/lekkie lotniskowce/śmigłowcowce              | 8                    | 1989–2009            | 41 000               | 257                  |
| | America                          | LHA; okręty desantowe-doki/lekkie lotniskowce/śmigłowcowce              | 1                    | 2014                 | 45 693               | 257                  |
| Nawodne okręty wojenne (94) |                                  |                                                                         |                      |                      |                      |                      |
| | Zumwalt                          | DDG; USS Zumwalt (DDG-1000)                                             | 2                    | 2016                 | 14 000               | 183                  |
| | Ticonderoga                      | CG; Krążowniki rakietowe                                                | 22                   | 1986–1994            | 9600                 | 172,9                |
| | Arleigh Burke                    | DDG; Niszczyciele rakietowe                                             | 67                   | 1991–                | 8500                 | 155                  |
| | Freedom                          | LCS; Littoral Combat Ship                                               | 10                   | 2008–                | 3000                 | 115,3                |
| | Independence                     | LCS; Littoral Combat Ship                                               | 11                   | 2010–                | 2800                 | 127                  |
| Okręty desantowe (22) |                                  |                                                                         |                      |                      |                      |                      |
| | Austin                           | LPD; Okręty desantowe-doki/transportowce                                | 2                    | 1968–1971            | 16 914               | 173                  |
| | San Antonio                      | LPD; Okręty desantowe-doki/transportowce                                | 9                    | 2006–                | 25 300               | 208                  |
| | Whidbey Island                   | LSD; Okręty desantowe-doki                                              | 8                    | 1985–1992            | 16 195               | 185,6                |
| | Harpers Ferry                    | LSD; Okręty desantowe-doki                                              | 4                    | 1995–1998            | 16 976               | 185,6                |
| Inne (31) |                                  |                                                                         |                      |                      |                      |                      |
| | Blue Ridge                       | LLC; Okręty dowodzenia                                                  | 2                    | 1970–1971            | 19 700               | 194                  |
| | Avenger                          | MCM; Trałowce                                                           | 13                   | 1987–1994            | 1312                 | 68                   |
| | Cyclone                          | PC; Patrolowce                                                          | 12                   | 1993–1995            | 331                  | 55                   |
| | Emory Land                       | AS; Tendery okrętów podwodnych                                          | 2                    | 1979                 | 23 369               | 198                  |
| | Spruance                         | SDTS; zdalnie sterowany okręt-cel                                       | 1                    | 1976 (2005)          | 8000                 | 161                  |
| | USS Constitution                 | First frigate; Fregata żaglowa                                          | 1                    | 1798                 | 2200                 | 53                   |
| Suma |                                  |                                                                         |                      |                      |                      |                      |
| |                                  |                                                                         | 237                  |                      |                      |                      |

## Lotnictwo marynarki
| Zdjęcie                     | Samolot                               | Producent           | Typ                                       | Wersja                       | Liczba sztuk        | Uwagi                                                              |
| Samoloty myśliwskie         | Samoloty myśliwskie                   | Samoloty myśliwskie | Samoloty myśliwskie                       | Samoloty myśliwskie          | Samoloty myśliwskie | Samoloty myśliwskie                                                |
| --------------------------- | ------------------------------------- | ------------------- | ----------------------------------------- | ---------------------------- | ------------------- | ------------------------------------------------------------------ |
|                             | McDonnell Douglas F/A-18 Hornet       | USA                 | myśliwiec wielozadaniowy                  | F/A-18AF/A-18BF/A-18CF/A-18D | 742628646           | Zostaną zastąpione przez F-35C.                                    |
|                             | Boeing F/A-18E/F Super Hornet         | USA                 | myśliwiec wielozadaniowy                  | F/A-18EF/A-18F               | 209258              | Zamówiono 556.                                                     |
|                             |                                       |                     |                                           |                              | 899                 |                                                                    |
| Specjalnego przeznaczenia   |                                       |                     |                                           |                              |                     |                                                                    |
|                             | Boeing EA-18G Growler                 | USA                 | walka elektroniczna                       | EA-18G                       | 115                 | W najbliższych latach dołączy jeszcze przynajmniej 20 egzemplarzy. |
|                             | Boeing E-6 Mercury                    | USA                 | walka elektroniczna                       | E-6B                         | 16                  |                                                                    |
|                             | Lockheed EP-3 ARIES II                | USA                 | walka elektroniczna                       | EP-3E                        | 15                  |                                                                    |
|                             | Lockheed P-3 Orion                    | USA                 | morski patrolowiec/ZOP                    | P-3C                         | 108                 | Zostanie zastąpiony przez Boeing P-8 Poseidon.                     |
|                             | Boeing P-8 Poseidon                   | USA                 | morski patrolowiec/ZOP                    | P-8A                         | 50                  | Samolot na bazie B737-800, planowane 108 sztuk.                    |
|                             | Grumman E-2 Hawkeye                   | USA                 | wczesne ostrzeganie i dowodzenie          | E-2C                         | 63                  |                                                                    |
|                             |                                       |                     |                                           |                              | 367                 |                                                                    |
| Samoloty transportowe       |                                       |                     |                                           |                              |                     |                                                                    |
|                             | Grumman C-2 Greyhound                 | USA                 | pokładowy transportowiec                  | C-2A                         | 33                  |                                                                    |
|                             | Douglas C-9 Nightingale               | USA                 | transportowy                              | C-9B                         | 4                   | Zastępowane przez C-40.                                            |
|                             | Beechcraft King Air 200               | USA                 | użytkowy                                  | UC-12                        | 12                  |                                                                    |
|                             | Gulfstream C-20                       | USA                 | transport pasażerski                      | C-20AC-20DC-20G              | 125                 |                                                                    |
|                             | Fairchild Swearingen Metroliner 23    | USA                 | użytkowy                                  | C-26                         | 6                   |                                                                    |
|                             | Gulfstream C-37                       | USA                 | transport pasażerski                      | C-37AC-37B                   | 13                  |                                                                    |
|                             | Cessna UC-35                          | USA                 | transport pasażerski                      | UC-35D                       | 1                   |                                                                    |
|                             | Boeing C-40 Clipper                   | USA                 | transportowy/pasażerski/VIP               | C-40A                        | 12                  |                                                                    |
|                             | Lockheed C-130 Hercules               | USA                 | transportowytankowiec                     | C-130TKC-130F/R              | 204                 |                                                                    |
|                             |                                       |                     |                                           |                              | 104                 |                                                                    |
| Samoloty szkolno-treningowe |                                       |                     |                                           |                              |                     |                                                                    |
|                             | F-5F/N Tiger II                       | USA                 | myśliwiec treningowy                      | F-5FF-5N                     | 327                 | Eskadra agresorów.                                                 |
|                             | General Dynamics F-16 Fighting Falcon | USA                 | myśliwiec treningowy                      | F-16N                        | 14                  |                                                                    |
|                             | Beechcraft T-6 Texan II               | USA                 | szkolenie wstępne                         | T-6AT-6B                     | 49158               | Zastępują T-34 Mentor.                                             |
|                             | Beechcraft T-34 Mentor                | USA                 | szkolenie wstępne                         | T-34C                        | 134                 |                                                                    |
|                             | North American Sabreliner             | USA                 | szkolny                                   | T-39GT-39N                   | 87                  |                                                                    |
|                             | Beech T-44 Pegasus                    | USA                 | szkolny                                   | T-44A                        | 82                  |                                                                    |
|                             | T-45 Goshawk                          | USA                 | szkolenie zaawansowane                    | T-45C                        | 194                 |                                                                    |
|                             |                                       |                     |                                           |                              | 708                 |                                                                    |
| Śmigłowce                   |                                       |                     |                                           |                              |                     |                                                                    |
|                             | Sikorsky HH-60 Rescue Hawk            | USA                 | śmigłowiec SAR                            | HH-60H                       | 49                  |                                                                    |
|                             | Sikorsky MH-53 Sea Dragon             | USA                 | przeciwminowy / transportowy              | MH-53E                       | 28                  | Dostarczono 46, 7 utracono.                                        |
|                             | Sikorsky MH-60 Seahawk                | USA                 | śmigłowiec ZOPśmigłowiec SAR/transportowy | MH-60RMH-60S                 | 220234              | Zamówiono 291.Zamówiono 275.                                       |
|                             | Bell TH-57 Sea Ranger                 | USA                 | śmigłowiec szkolny                        | TH-57BTH-57C                 | 3085                |                                                                    |
|                             |                                       |                     |                                           |                              | 663                 |                                                                    |
| Suma                        |                                       |                     |                                           |                              |                     |                                                                    |
|                             |                                       |                     |                                           |                              | 2668                |                                                                    |

## Główne bazy US Navy

### Atlantyk
- NS Norfolk, Wirginia – 5 lotniskowców, 7 krążowników, 21 niszczycieli, 7 fregat, 12 okrętów podwodnych
- Mayport, Floryda – 1 lotniskowiec, 4 krążowniki, 4 niszczyciele, 9 fregat
- Pascagoula, Missisipi – 2 fregaty
- NSB New London, Connecticut – 14 okrętów podwodnych
- Portsmouth, New Hampshire – 4 okręty podwodne
- NSB Kings Bay, Georgia – 7 okrętów podwodnych

### Pacyfik
- Pearl Harbor, Hawaje – 3 krążowniki, 5 niszczycieli, 2 fregaty, 16 okrętów podwodnych
- NB San Diego, Kalifornia –  2 lotniskowce, 6 krążowników, 13 niszczycieli, 5 fregat, 5 okrętów podwodnych
- Everett, Waszyngton –  1 lotniskowiec, 1 niszczyciel, 3 fregaty
- Bremerton, Waszyngton – 1 lotniskowiec, 1 okręt podwodny
- Bangor, Waszyngton – 11 okrętów podwodnych
- Guam – 2 okręty podwodne
- United States Fleet Activities Yokosuka, Japonia –  1 lotniskowiec, 2 krążowniki, 5 niszczycieli, 2 fregaty

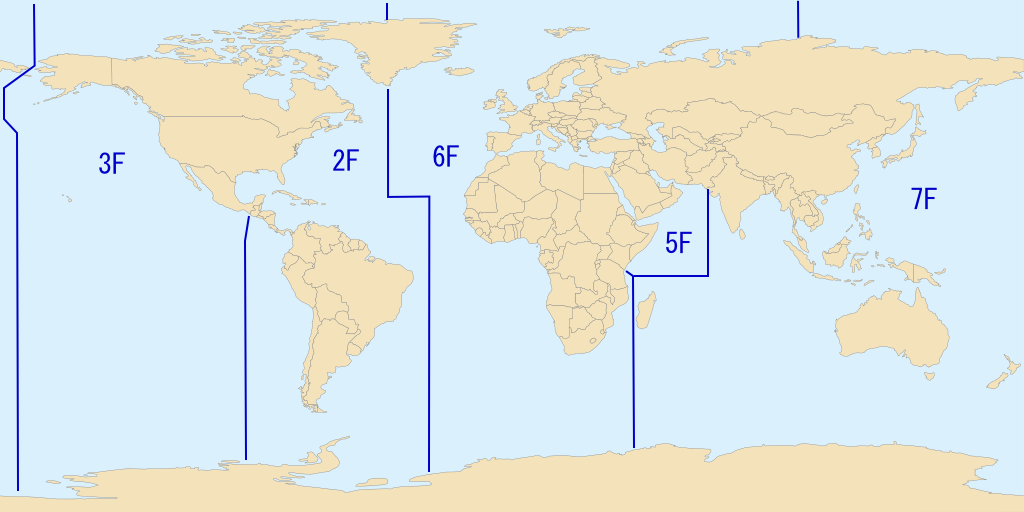
Strefy odpowiedzialności flot US Navy (2007)

## Historia

### Początki – od 1775 do 1850
Za początek dziejów floty uważa się akt Kongresu Kontynentalnego 13 października 1775, który zakładał wprowadzenie do służby dwóch okrętów w celu zatrzymywania statków dostarczających broń dla brytyjskich garnizonów w Ameryce. Podczas wojny o niepodległość owa Flota Kontynentalna wprowadziła do służby około 50 okrętów, z czego najwyżej 20 było w służbie w danym momencie. Największe jednostki były wielkości fregaty. Ta pośpiesznie zaimprowizowana i niedoświadczona siła była znacząco słabsza od ówczesnej floty brytyjskiej. Główne działania morskie przeciwko Brytyjczykom podczas wojny były prowadzone przez flotę sprzymierzonej Francji.
Po zakończeniu wojny Flota Kontynentalna została całkowicie rozwiązana, głównie z powodu trudności finansowych w jej utrzymaniu. Właściwy początek profesjonalnej amerykańskiej marynarki wojennej to uchwalona przez Kongres ustawa morska z 1794 roku, wyznaczająca fundusze na budowę sześciu nowoczesnych fregat żaglowych. Pierwsze trzy, „United States”, „Constellation” i „Constitution”, weszły do służby w 1797. Okręty te odznaczyły się podczas wojny brytyjsko-amerykańskiej w latach 1812–1814. Flota amerykańska nie posiadała okrętów liniowych, tak więc starcie z głównymi siłami brytyjskimi nie wchodziło w grę. Za to nowoczesne, szybkie i świetnie zaprojektowane amerykańskie fregaty wygrały kilka pojedynków z fregatami brytyjskimi, co było dużym ciosem dla brytyjskiego prestiżu. Ponadto flota amerykańska z powodzeniem walczyła z okrętami brytyjskimi na wodach śródlądowych jezior Erie, Ontario i Champlain.
Już na począku XIX wieku marynarka amerykańska została użyta do pierwszej zamorskiej interwencji w obronie interesów USA na wodach europejskich i afrykańskich. Z powodu ataków piratów berberyjskich na statki amerykańskie, w latach 1801–1805 stoczona została I wojna berberyjska, podczas której okręty amerykańskie zostały wysłane na Morze Śródziemne, zmuszając władcę Trypolisu do podpisania traktatu pokojowego. Ponownie w latach 1815–1816 miała miejsce II wojna berberyjska, wygrana przez Stany Zjednoczone.

### Wojna secesyjna i okresOld Navy– od 1850 do 1882
Prawie do końca XIX wieku amerykańska marynarka, określana później jako Old Navy (stara marynarka), była małą siłą, nieodpowiadającą potencjałowi gospodarczemu i pozycji geopolitycznej kraju. U progu epoki pary w połowie wieku marynarka posiadała kilka starych żaglowych okrętów liniowych, a jej główną siłą było pięć wielkich fregat parowych typu Merrimack i wielka korweta „Niagara” oraz liczne mniejsze jednostki. Dopiero po wybuchu wojny secesyjnej w 1861 roku flota Unii szybko stała się pokaźną siłą, wykorzystującą wiele najnowszych zdobyczy technicznych owego okresu, w tym okręty pancerne klasy monitorów. Doszło wówczas między innymi do pierwszej na świecie bitwy okrętów pancernych w zatoce Hampton Roads. Jednak słabość przemysłu Konfederacji (stanów południa) i fakt, że prawie cała flota pozostała wierna Unii podczas wojny, spowodowały, że flota amerykańska nie miała prawie żadnych okazji do walki na otwartym morzu z równorzędnym przeciwnikiem. Głównym jej przeznaczeniem była blokada morska wybrzeża stanów południowych (plan Anaconda) i bezpośrednie wsparcie wojsk lądowych. Większość działań odbywała się w pobliżu południowego wybrzeża i na rzekach w dorzeczu Missisipi, gdzie okręty floty walczyły głównie przeciwko bateriom dział na lądzie. Także większość nowo budowanych okrętów pancernych była specjalizowana do działań przybrzeżnych lub na rzekach. Po zakończeniu wojny flota została ponownie w dużej części zdemobilizowana, przy pozostawieniu kilkunastu monitorów do obrony przybrzeżnej.
Przez następne lata flota była niezwykle słaba, słabsza nawet niż floty niektórych krajów Ameryki Łacińskiej. Częściowo jedynie było to spowodowane zniszczeniem kraju po wojnie secesyjnej, a częściowo niechęcią ze strony polityków i wiarą w możliwość szybkiego utworzenia floty w razie potrzeby. Marynarka podejmowała wówczas takie próby zwiększenia potencjału, jak budowa pięciu nowych monitorów w latach 70. pod pozorem remontu starych typu Miantonomoh. Był to okres całkowitej dominacji floty brytyjskiej na oceanach świata, podczas którego Stany Zjednoczone, tak jak wiele innych krajów, nie widziały powodu do budowania nowoczesnych okrętów. Mimo to, budowano nieliczne nowe fregaty przestarzałych typów, bez okrętów pancernych, a niewielkie eskadry okrętów były wysyłane w odleglejsze zakątki świata w celu realizacji polityki amerykańskiej.

### New Navy– od 1883 do I wojny światowej
Sytuacja zaczęła się zmieniać po 1880, kiedy rozwój potęgi przemysłowej Stanów Zjednoczonych umożliwił budowę potężnej floty, mogącej na dłuższą metę dorównać flocie brytyjskiej. W 1883 roku Kongres uchwalił pierwszy program budowy trzech nowych krążowników, rozpoczynając epokę tzw. New Navy (nowej marynarki). Budowano zwłaszcza okręty nowych klas: pancerniki, krążowniki i torpedowce. Pod koniec XIX wieku flota amerykańska urosła na tyle, by bez większego trudu pokonać flotę hiszpańską podczas wojny amerykańsko-hiszpańskiej w 1898 roku (bitwa pod Santiago de Cuba i bitwa w Zatoce Manilskiej). W tym samym roku USA anektowały Hawaje. W tym czasie marynarka posiadała cztery pancerniki, siedem mniejszych pancerników lub monitorów i 19 krążowników, lecz budowano we wzrastającym tempie nowe jednostki. Ogółem do 1908 roku zbudowano 25 pancerników generacji przeddrednotów. Pod względem ich liczby, US Navy znalazła się na drugim miejscu w świecie. W 1906 roku marynarka amerykańska liczyła 35 tysięcy osób. W latach 1907–1909 Wielka Biała Flota złożona z 16 amerykańskich pancerników okrążyła świat demonstrując rosnącą potęgę morską Stanów Zjednoczonych i możliwość projekcji siły.

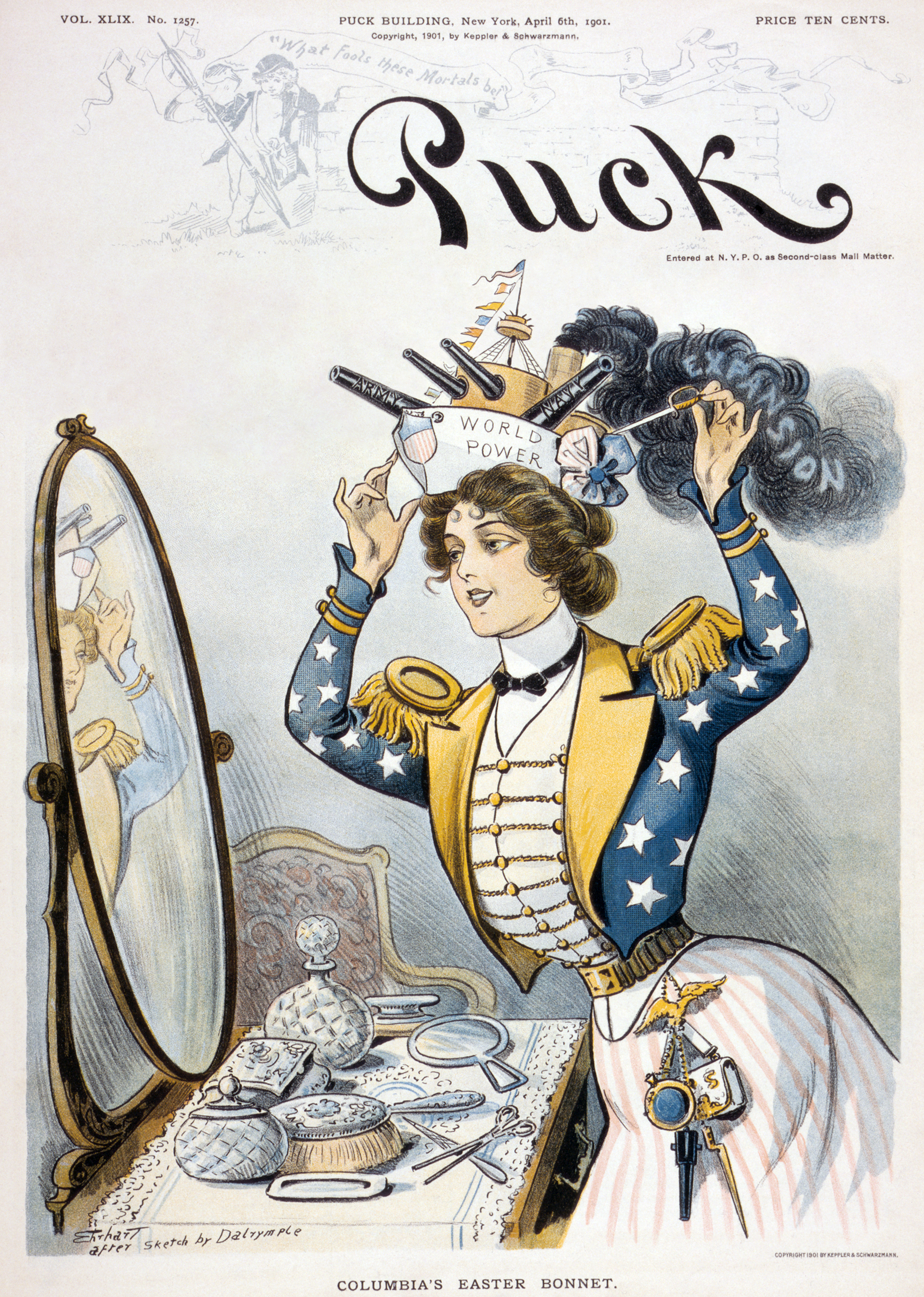
Columbia, personifikacja Stanów Zjednoczonych, nosząca okręt wojenny z napisem „World Power” jako „Wielkanocną czapeczką” na okładce Pucka, 6 kwietnia 1901 r.

W następnych latach rozwój był jeszcze szybszy, a podstawową siłą bojową stały się nowe pancerniki – drednoty. Do 1914 roku wcielono ich 10, do 1916 kolejne cztery (typów Nevada i Pennsylvania), a dalsze były w budowie.  Marynarka amerykańska miała jednak niewielkie doświadczenie, którego dopiero nabierała w czasie I wojny światowej, z pomocą brytyjską. Po przystąpieniu do wojny w kwietniu 1917 roku pancerniki okazały się mniej potrzebne i jedynie sześć drednotów, opalanych węglem, zostało dołączonych do brytyjskiej floty liniowej Grand Fleet, a część bazowała w Irlandii. Zagrożenie ze strony niemieckich okrętów podwodnych natomiast spowodowało, że marynarka musiała uruchomić wielki program budowy nowych potrzebnych jednostek, jak okręty eskortowe, niszczyciele i okręty podwodne. Marynarka była głównie zaangażowana w działaniach przeciw okrętom podwodnym na Atlantyku. Liczebność marynarki wzrosła do 450 tysięcy ludzi. Straty podczas wojny były niewielkie i z dużych okrętów ograniczyły się do krążownika pancernego.
W 1917, w momencie przystąpienia Stanów Zjednoczonych do I wojny światowej, flota amerykańska prawie dorównywała potęgą flocie brytyjskiej. W latach powojennych ta równowaga została formalnie ustanowiona przez postanowienia Traktatu Waszyngtońskiego i utrzymała się prawie do wybuchu II wojny światowej. Otwarcie Kanału Panamskiego w 1914 roku umożliwiło sprawniejszą walkę na obu oceanach i o ile do 1918 roku główne siły floty skoncentrowane były na wybrzeżu atlantyckim, przeciwko Niemcom (i ewentualnie Wielkiej Brytanii), to od 1919 roku bazowały one na Oceanie Spokojnym. Po 1939 rozpoczęto gigantyczny na owe czasy program budowy okrętów wojennych, który w ciągu kilku lat przekształcił flotę amerykańską w najpotężniejszą flotę świata.

### Okres międzywojenny i II wojna światowa
Japoński atak na bazę amerykańskiej floty w Pearl Harbor na Hawajach zapoczątkował udział floty amerykańskiej w drugiej wojnie światowej.  Walki z siłami Cesarstwa Japońskiego na Pacyfiku w latach 1941–1945 stanowiły największe wydarzenia w historii floty. Decydujące rolę odegrały w nich lotniskowce oraz okręty podwodne. Okręty amerykańskie walczyły również na Atlantyku i Morzu Śródziemnym przeciwko siłom Niemiec i Włoch, a także incydentalnie Francji rządu Vichy.

### Okres powojenny
Po 1945 nowym konkurentem floty amerykańskiej stała się marynarka wojenna ZSRR, która począwszy od lat 60. stała się groźnym przeciwnikiem, choć mimo starań nigdy nie była w stanie dorównać flocie amerykańskiej. Po rozpadzie ZSRR w 1991 wartość bojowa floty rosyjskiej spadła do bardzo niskiego poziomu, gwarantując flocie amerykańskiej dominację na oceanach świata na przełomie XX i XXI wieku.
Cechą floty amerykańskiej jest stopień innowacyjności, co w ścisły sposób związane jest z gospodarką USA, a jednocześnie umożliwia osiąganie przewagi nad przeciwnikami.
7 grudnia 2015 roku firma Lockheed Martin, otrzymała kontrakt na śmigłowce do zwalczania okrętów podwodnych MH-60R Seahawk. W ramach umowy o wartości 354 mln dolarów zostanie nabytych 29 śmigłowców wraz z pakietem wsparcia logistycznego. Zakończenie dostaw planowane jest na 31 grudnia 2017 roku. Dodatkowe śmigłowce mają stanowić lotnictwo pokładowe dla nowych jednostek floty. Według obecnych planów Seahawki mają służyć na okrętach do 2030 roku.
Bell Helicopter otrzymał kontakt wyceniony na 461 mln USD na wyprodukowanie 12 sztuk transportowych UH-1Y Venom i 16 sztuk szturmowych AH-1Z Viper. Śmigłowce mają zostać oddane do lutego 2019 roku, co ma przyspieszyć wycofanie starszych UH-1N i AH-1W.